# Sharette Garcia
Sharette Y. Garcia (* 2. Juli 1969) ist eine ehemalige belizischer Mittelstreckenläuferin.

## Sport
Garcia nahm an den Olympischen Sommerspielen 1996 in Atlanta teil. Sie schied im Wettlauf über 800 m in den Vorläufen aus.